# Jérôme Pichon
Pour les articles homonymes, voir Pichon.
Le baron Jérome-Frédéric Pichon, né le 3 décembre 1812 à Paris et mort dans cette ville le 26 août 1896, est un bibliographe et bibliophile. Il est l'un des collectionneurs français les plus importants du XIXe siècle.

## Biographie
Jérôme Pichon est le deuxième fils d'Alexandrine Émilie Brongniart (1780-1847), dont le père était l’architecte Alexandre-Théodore Brongniart, et du baron Louis-André Pichon.
Après un bref séjour à l’École spéciale militaire de Saint-Cyr, il entre en droit puis est nommé auditeur au Conseil d’État avant de se retirer totalement de la vie publique en 1846. Il fut également consul général à Smyrne.
Il commence sa collection de livres anciens dès 1831, et bientôt s'endette au point de devoir 6 000 francs aux libraires, somme que son père rembourse sans difficulté : l'amour des livres chez le jeune homme s'était transformé en une passion dévorante, laquelle ne devait plus le quitter. 
Il collectionna également de nombreux objets anciens de diverses natures (archéologie, numismatique, estampes, orfèvrerie, etc.), dont un rare recueil de mors de chevaux provenant de Galiot de Genouillac, grand écuyer du roi, offert par sa fille à son successeur en 1546 Claude Gouffier, seigneur d'Oiron. Pendant plus de 50 ans, Pichon acquiert parmi les livres et manuscrits les plus rares de son temps, devenant bientôt président de la Société des bibliophiles français (SBF) en 1844, société qu'il arbitra avec efficacité, composant nombre de notices bibliographiques destinées à des rééditions, à des catalogues ou au Bulletin du Bibliophile, que le libraire-éditeur Joseph Techener avait fondé avec Charles Nodier en 1834.
Il demeurait 17, quai d'Anjou en l'ancien hôtel de Charles Gruÿn des Bordes, plus connu comme hôtel de Lauzun qu'il restaura à partir de pièces de collection d'époque ; par ailleurs, il loua certaines salles à des créateurs comme Baudelaire ou Théophile Gautier et c'est là qu'eurent lieu les fameuses séances du club des Hashischins. La SBF y eut son siège. 
Il entretint une longue correspondance avec Charles Nodier et Paul Lacroix.
C'est à lui que l'on doit entre autres la publication du Ménagier de Paris en 1846.
Marié à Rosalie Clarmont, fille du banquier Jean-Charles Clarmont et de Rosalie Favrin, il était le père d’Étienne Pichon qui fut sous-préfet de Vervins et qui mourut en 1876.
Sa riche bibliothèque fit l'objet de deux ventes aux enchères publiques, l'une de son vivant le 19 avril 1869, et l'autre après sa mort en 1897.

## Publications
- La vénerie (1844)
- Le ménagier de Paris : Traité de morale et d'économie domestique composé vers 1393 (1846)
- Vie de Charles-Henry, comte d'Hoym : ambassadeur de Saxe-Pologne en France et célèbre amateur de Livres 1694 à 1736 (1880)
- Le viandier de Guillaume Tirel dit Taillevent (1892)
- Documents pour servir à l'histoire des libraires de Paris, 1486-1600 (1895)